# Castell d'Ullastret
Castell d'Ullastret és un edifici del municipi d'Ullastret que ha estat declarat bé cultural d'interès nacional. Es troba en l'esplanada situada a la banda de ponent i migjorn de l'església de Sant Pere d'Ullastret, que s'alça al centre del clos murallat. En resta el notable recinte emmurallat que envolta la població, amb una torre circular que serví de presó, i altres torres quadrades amb murs espitllerats.

## Descripció
El traçat de la muralla es pot seguir avui sense dificultat per les diferents restes que romanen a tot vol i per no haver-hi edificis adossats extramurs; la fortificació és circuïda per fora per la via pública. Actualment s'identifiquen restes més o menys notables de 10 torres i de bona part dels llenços que les unien. A l'angle NW del recinte hi la «torre de la Presó» l'única enterament conservada i també l'única cilíndrica (és més tardana que les altres). Al tram N hi resta una torre de planta quadrada del mateix tipus que totes les restants. D'aquestes és, però, la que es manté amb més alçada; fins a l'arrencada de la seva única volta superior. Pertany a un tipus de torre oberta intramurs en tota l'altura de la seva façana.

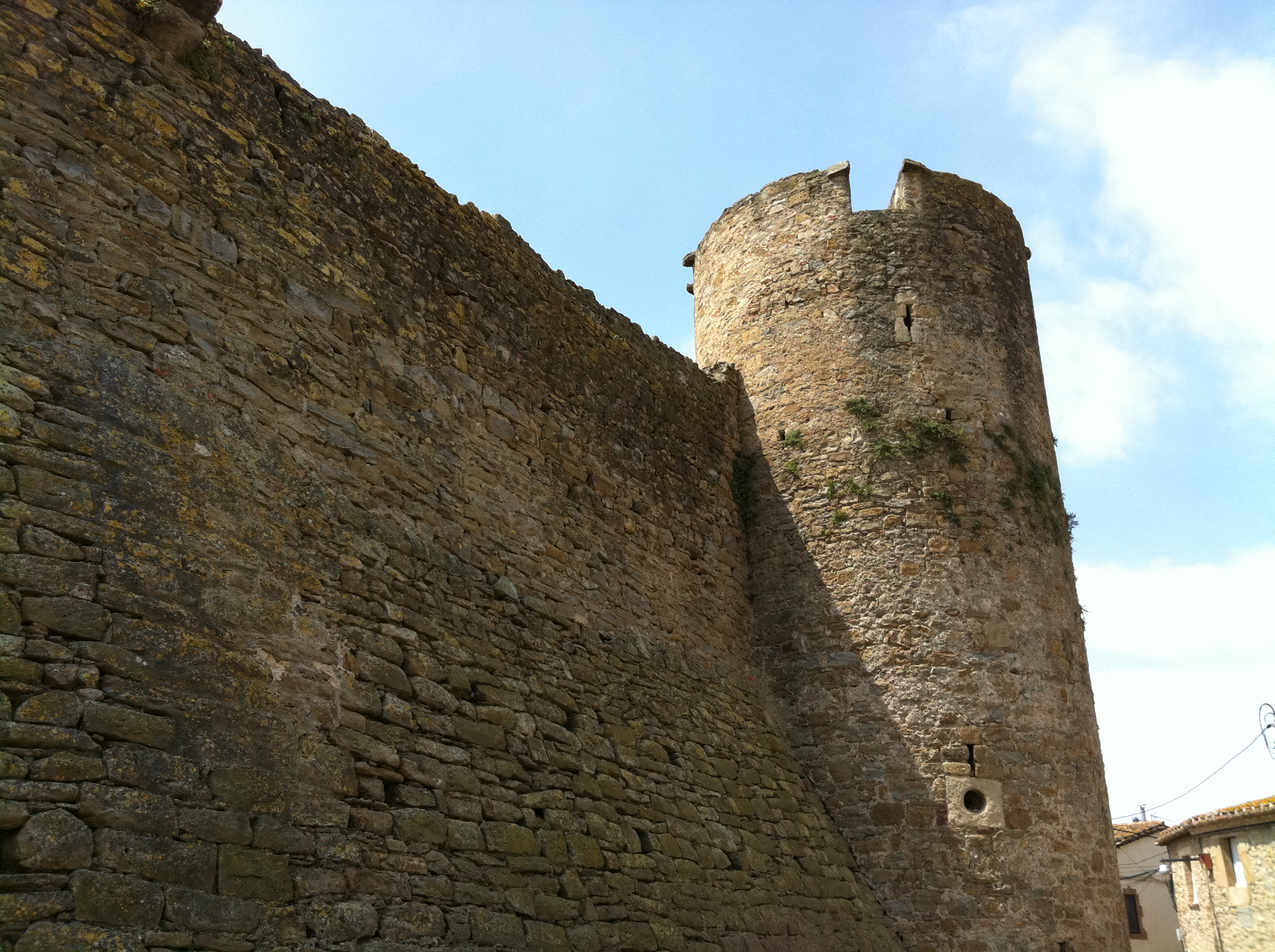
Muralles

Les altres torres - també quadrades, algunes amb mostres de refeccions tardanes- es mantenen en altures diverses. En veiem vestigis d'un altre a l'angle NE del recinte, d'altres 3 al sector de llevant, d'altres 3 al sector del migdia i d'una altra a ponent. El tram occidental és el més destruït; hi resta l'espai d'un portal -enfront de la llotja i l'entrada al carrer Major- que donava accés al carrer que puja vers l'església i que devia estar situat a la base d'una altra torre. Potser hi hagué una altra porta quelcom més al N davant el cap del carrer de la Notaria, en l'únic fragment de muralla avui del tot destruït. Els llenços dels murs presenten un talús molt pronunciat i d'altura considerable. Hi ha, com a les torres, llargues sageteres. Hom creu que les torres quadrangulars i els trams de muralla, bastits tots ells amb carreus bastament treballats, pertanyen als segles xiii i xiv. En canvi, la «torre de la Presó» no sembla anterior al segle xvi.

## Història
El castell d'Ullastret és un castell termenat, documentat a partir del segle xiii (any 1225). Segles abans, el comte Ramon Borrell de Barcelona havia comprat la vila d'Ullastret al comte Hug I d'Empúries, ja que el lloc pertanyia al comtat emporità. Hug I intentà recuperar aquest domini, sense èxit el 1019, any en què perdé dos litigis interposats contra la comtessa vídua Ermessenda de Barcelona. Entre 1018 i 1023 consta que el comte Guifré de Cerdanya tenia el lloc en feu de l'esmentada comtessa. Poc més tard la possessió degué retornar als comtes d'Empúries, ja que Ponç I d'Empúries en disposà en el seu testament de l'any 1079. Fins a l'any 1225 no és citat el «Castrum de Oleastreto»; en aquest any el bisbe de Girona el demanava al comte d'Empúries com a garantia d'un conveni. Durant el segle xiv el castell continuà en poder dels comtes emporitans.
L'any 1309, el castell i la vila d'Ullastret consten entre els béns compromesos amb relació al casament del comte Ponç VI Malgaulí, comte d'Empúries i Elisabet de Sicília. El 1311, Jaume II de Catalunya-Aragó era a Ullastret per lluitar contra Ponç d'Empúries per la successió al comtat d'Urgell. En aquest moment el nom del castell, ja llatinitzat, era «Oculo Stricto». El 1385, Ullastret fou ocupat per les forces del rei Pere III el Cerimoniós enfrontades al comte d'Empúries Joan I.
Al s. XV el castell passà a poder com a feu de la família dels Sant Feliu, d'ells als Margarit (1447) i, finalment, als Senesterra (1462), llinatges emparentats entre ells. Durant la guerra civil catalana (1464), el castell fou encomanat al capità portuguès Joao de Moraes.